# エリック・ムラ
エリック・ムラ（Éric Mura, 1963年1月23日 - ）は、フランスの元サッカー選手。ポジションはディフェンダー。

## 経歴
オリンピック・マルセイユの下部組織からトップチームに昇格、バックアッパーとして1988-89シーズンからはディヴィジオン・アン3連覇に貢献し、1990-91シーズンにはUEFAチャンピオンズカップ準優勝メンバーにも名を連ねた。